# YouTube Rewind
 (octobre 2021).
La mise en forme du texte ne suit pas les recommandations de Wikipédia : il faut le « wikifier ».
Les points d'amélioration suivants sont les cas les plus fréquents :
- Les titres sont pré-formatés par le logiciel. Ils ne sont ni en capitales, ni en gras.
- Le texte ne doit pas être écrit en capitales (les noms de famille non plus), ni en gras, ni en italique, ni en « petit »…
- Le gras n'est utilisé que pour surligner le titre de l'article dans l'introduction, une seule fois.
- L'italique est rarement utilisé : mots en langue étrangère, titres d'œuvres, noms de bateaux, etc.
- Les citations ne sont pas en italique mais en corps de texte normal. Elles sont entourées par des guillemets français : « et ».
- Les listes à puces sont à éviter, des paragraphes rédigés étant largement préférés. Les tableaux sont à réserver à la présentation de données structurées (résultats, etc.).
- Les appels de note de bas de page (petits chiffres en exposant, introduits par l'outil «  Source ») sont à placer entre la fin de phrase et le point final[comme ça].
- Les liens internes (vers d'autres articles de Wikipédia) sont à choisir avec parcimonie. Créez des liens vers des articles approfondissant le sujet. Les termes génériques sans rapport avec le sujet sont à éviter, ainsi que les répétitions de liens vers un même terme.
- Les liens externes sont à placer uniquement dans une section « Liens externes », à la fin de l'article. Ces liens sont à choisir avec parcimonie suivant les règles définies. Si un lien sert de source à l'article, son insertion dans le texte est à faire par les notes de bas de page.
- La présentation des références doit suivre les conventions bibliographiques. Il est recommandé d'utiliser les modèles {{Ouvrage}}, {{Chapitre}}, {{Article}}, {{Lien web}} et/ou {{Bibliographie}}. Le mode d'édition visuel peut mettre en forme automatiquement les références.
- Insérer une infobox (cadre d'informations à droite) n'est pas obligatoire pour parachever la mise en page.

Pour une aide détaillée, merci de consulter Aide:Wikification.
Si vous pensez que ces points ont été résolus, vous pouvez retirer ce bandeau et améliorer la mise en forme d'un autre article.

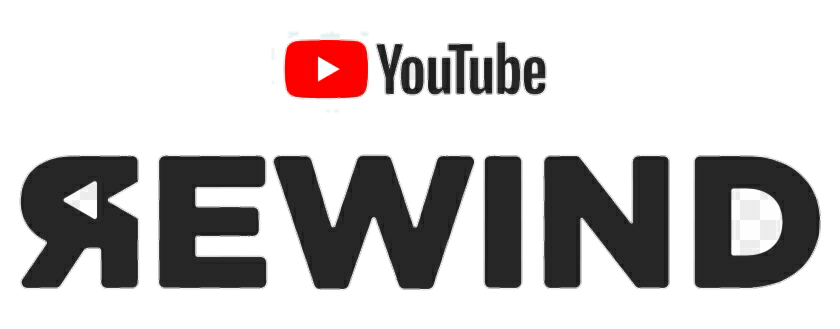
Logo de YouTube Rewind.Aide

Le YouTube Rewind (stylisé comme YouTube ЯEWIND) était une série vidéo annuelle produite et créée par YouTube et Portal A Interactive. Ces vidéos offrent un aperçu des vidéos virales, des événements, des tendances et de la musique qui se sont passés dans l'année. Le Rewind était posté chaque année sur la chaîne officielle de YouTube jusqu'en 2019. En 2021, YouTube annonce l'arrêt définitif de Rewind à la suite des récentes critiques et de la dégradation de la série.

## Historique
Le premier Rewind a été créé par YouTube en 2010 et présentait une liste des 50 meilleures vidéos YouTube les plus populaires cette année-là. En 2010, YouTube avait commencé à créer et produire des vidéos Rewind avec l'aide de Seedwell et Portal A Interactive,,. À partir de 2010, une vidéo fut produite puis publiée en décembre chaque année jusqu'en 2019. À la suite de nombreuses critiques portant sur la dégradation de la qualité de la série ainsi que la pandémie de COVID-19, YouTube annonce deux ans plus tard la fin de Rewind.

### 2010
Le 13 décembre 2010, le premier YouTube Rewind a été mis en ligne, intitulé "2010 YouTube Rewind: Year in Review". Il présentait le top 10 des vidéos les plus populaires sur YouTube pour l'année précédente.

### 2011
Le 20 décembre 2011, le "YouTube Rewind 2011" a été mis en ligne,. Il a été créé et produit par YouTube et Portal A Interactive. Dans la vidéo, Rebecca Black fait office d'hôte tout au long du rewind. Son clip "Friday" était devenu une vidéo virale en mars 2011, Comme l'année dernière, il a présenté un autre top 10 des vidéos les plus populaires sur YouTube pour l'année.

### 2012
En 2012, les vidéos Rewind de YouTube ont changé pour présenter plusieurs youtubeurs populaires, les clips et vidéos les plus populaires et des mèmes iconiques de l'année.
Le 17 décembre 2012, le « Rewind YouTube Style 2012 », fait référence à « Gangnam Style ». Il a été créé et produit par YouTube et Seedwell.

### 2013
Le 11 décembre 2013, le "YouTube Rewind : What Does 2013 Say ?", fait référence à la chanson "The Fox (What Does the Fox Say?". La vidéo a également fait une longue référence à la chanson "Gentleman" de PSY, mais à la suite d'une réclamation de droit d'auteur de l'artiste, l'audio de la vidéo originale a été remixé en 2015 pour ne plus inclure la chanson.
La vidéo a été créée et produite par YouTube et Portal A Interactive. C'était la première année que le bouton YouTube était représenté, sinon, le style était très similaire à celui de la vidéo de 2012. Jimmy Fallon et The Roots du The Tonight Show ont fait plusieurs apparitions.
Il est à noter que c'est dans ce rewind que PewDiePie apparaît pour la première fois.

### 2014
Le 9 décembre 2014, le "YouTube Rewind : Turn Down for 2014", fait référence à la musique "Turn Down for What". La vidéo a de nouveau été créée et produite par YouTube et Portal A Interactive. Plus de 10 chansons ont été mélangées par DJ Earworm , pour la vidéo.
La vidéo n'était pas structurée autour de musiques, comme les années précédentes mais avec plus de mèmes et des références à internet qui ont été utilisées avec la musique.
La principale nouveauté de cette année étaient le drapeau YouTube Rewind Button, avec lequel les youtubeurs et les personnages courent du début de la vidéo jusqu'à la fin.

### 2015
Le 9 décembre 2015, le "YouTube Rewind : Now Watch Me 2015", fait référence à la musique "Watch Me" du rappeur Silentó. Elle a de nouveau été créé et produit par YouTube et Portal A Interactive.
Le mashup musical a été composé par The Hood Internet et comprend des chansons comme Lean On de Major Lazer et DJ Snake, Can't Feel My Face de The Weeknd et What Do You Mean? par Justin Bieber. De plus, Avicii a composé un remix original pour la vidéo,.
La vidéo mettait en vedette plus de vidéaste du jeu vidéo que les années précédentes.

### 2016
Le 7 décembre 2016, le "YouTube Rewind : The Ultimate 2016 Challenge", fait référence au nombre croissant de défis qui ont eu lieu en 2016.
La musique a été composée par The Hood Internet avec un remix original de Major Lazer.
La vidéo commence avec Dwayne Johnson montrant un bouton de rembobinage miniature et des personnalités de YouTube à la recherche de symboles "Rewind" dans le style de Pokémon Go. La vidéo fait également référence à des objets écrasés par une presse hydraulique, à Hodor de Game of Thrones, au Bottle Flip Challenge ainsi qu'au mouvement de danse du dab. La vidéo fait également référence à des chansons comme : Work From Home de Fifth Harmony et de Closer de The Chainsmokers. La vidéo se termine avec James Corden et d'autres personnalités dans une voiture, en référence au show télévisé américain Carpool Karaoke de The Late Late Show.

### 2017
Le 6 décembre 2017, le "YouTube Rewind: The Shape of 2017", fait référence à la chanson "Shape of You" d'Ed Sheeran.
The Shape of 2017 a reçu des critiques mitigées de la part de la critique, des youtubeurs ainsi que des utilisateurs de la plateforme après sa sortie. Certaines des diverses critiques ont été dirigées contre sa surutilisation des mèmes, et l'exclusion notable de PewDiePie pour des controverses plus tôt dans l'année,,,.
À ce jour[Quand ?], la vidéo a reçu plus de 4,5 millions de likes. Elle a également reçu beaucoup plus de dislikes que les années précédentes (hors 2011), avec plus de 2,3 millions de dislikes (en 2020), ce qui en fait la 35e vidéo de YouTube avec le plus de dislikes de tous les temps.

### 2018
Lors de sa sortie le 6 décembre 2018, la vidéo « Everyone Controls Rewind » a été mal reçue en général, recevant de nombreuses réactions négatives de la part de la critique, des youtubeurs et des utilisateurs de la plateforme. De nombreux youtubeurs l'ont considéré comme le "pire Rewind de tous les temps".
Les critiques portaient sur l'inclusion de célébrités et de personnalités qui ne sont pas identifiées à YouTube (comme Will Smith, Ninja, John Oliver et Trevor Noah ), le manque d'hommages aux décès récents tels que ceux de Stephen Hawking, Avicii, TotalBiscuit, Stefán Karl Stefánsson, XXXTentacion, Aretha Franklin, Mac Miller, Stan Lee et Stephen Hillenburg. Ainsi que l'exclusion de certains actes controversés, tels que Shane Dawson, Lil Pump, KSI vs. Logan Paul et PewDiePie vs T-Serie.
"Everyone Controls Rewind" a incorporé les suggestions de commentaires des utilisateurs dans le cadre de la vidéo, bien que de nombreux utilisateurs aient déclaré que les tendances incluses dans la vidéo (telles que Fortnite et K-pop) étaient impopulaires pour la majorité de la communauté, appelant YouTube à ne pas jouer avec les goûts de ses utilisateurs. Julia Alexander de The Verge a suggéré que YouTube avait décidé de ne pas inclure dans le rewind les plus grands moments de la plateforme en 2018 pour tenter d'apaiser les annonceurs inquiets des controverses qui avaient tourmenté la plateforme au cours des 2 dernières années : "c'est [...] de plus en plus évident, cependant, que YouTube essaie de vendre une culture différente de celle pour laquelle des millions de personnes viennent sur la plateforme, et cela devient de plus en plus difficile à avaler pour les créateurs et les utilisateurs". Meira Gebel de Business Insider a partagé un sentiment similaire, affirmant que "la vidéo semble être une tentative pour l'entreprise de garder les annonceurs de son côté après une année 2018 plutôt mouvementée".
Dans la lettre d'information YouTube de février, la PDG de YouTube, Susan Wojcicki, admet que la vidéo a mal tourné, en disant "Même mes enfants l'ont appelée cringey [malaise]".
La vidéo "Everyone Controls Rewind" est actuellement la vidéo YouTube la plus détestée de tous les temps, avec 20 millions de dislikes contre 3 millions de likes. C'est aussi la première vidéo à atteindre 10 millions de dislikes.
Pendant ce temps, la propre version de PewDiePie du Rewind intitulée "YouTube Rewind 2018 but it's actually good", (YouTube Rewind 2018 mais en vraiment bien) a remporté la première place des vidéos non musicales les plus appréciées seulement deux jours après avoir été téléchargée sur YouTube.

### 2019
Le "YouTube Rewind 2019: For the Record" sort le 5 décembre 2019. L'édition 2019 est revenue à un format rappelant davantage les premières de la série, avec un montage des meilleures vidéos de 2019, divisée en plusieurs comptes à rebours thématiques basés sur des statistiques et des tendances de la plateforme.
Kevin Allocca, responsable de la culture et des tendances de YouTube, a expliqué que la vidéo était destinée à refléter davantage les tendances de l'année, reconnaissant qu'il devenait plus difficile pour le format précédent de "représenter authentiquement" l'expérience globale de la communauté.
La vidéo a été critiquée comme étant « passive-agressive » envers les consommateurs, ou « bâclée » car elle n'a pas le même niveau de production que les précédents rewinds et a été considérée comme similaire aux vidéos WatchMojo. Beaucoup ont également estimé que le nouveau format manquait d'énergie, affirmant qu'il montrait que YouTube était ouvertement plus corporatif,.
Cependant, beaucoup ont vu une amélioration avec les choix de casting dans certains domaines, en particulier avec l'inclusion de Felix "PewDiePie" Kjellberg, qui était absent dans les précédents Rewinds.
Comme l'année dernière, certains téléspectateurs ont reproché au site de ne pas honorer la mort de personnes célèbres sur le site telles que Desmond "Etika" Amofah,.

### 2020
Le 12 novembre 2020, YouTube a annoncé que l'édition 2020 du Rewind a été annulée en raison de la pandémie de COVID-19 et de son impact sur le monde, déclarant que 2020 a "été différent. Et cela ne me semble pas correct de continuer comme si ce n'était pas le cas." ,,,.
Cependant, de nombreux fans doutaient que les effets de la pandémie aient été la principale raison de l'annulation, car les deux précédents épisodes avaient été parmi les vidéos les plus détestées de la plate-forme, laissant supposer que YouTube couperait entièrement la série, par peur d'une énième controverse.
Le 1er janvier 2021, le youtubeur MrBeast a publié sa propre version du YouTube Rewind pour 2020, intitulée "YouTube Rewind 2020, Thank God It's Over", (Dieu merci, c'est fini) qui a repris les mèmes notables de 2020 et rendait hommage à la mort de personnes célèbres dont Kobe Bryant et Chadwick Boseman.
 

### 2021
Le 7 octobre 2021, YouTube annonce l'arrêt de YouTube Rewind car la plateforme serait devenue trop massive et qu'il est donc impossible de résumer en quelques minutes tout ce qu'il s'est passée durant l'année. De plus, les vidéos se sont dégradées au fur et à mesure des années et est devenu un sujet de moquerie sur les réseaux sociaux.